# أوميصور

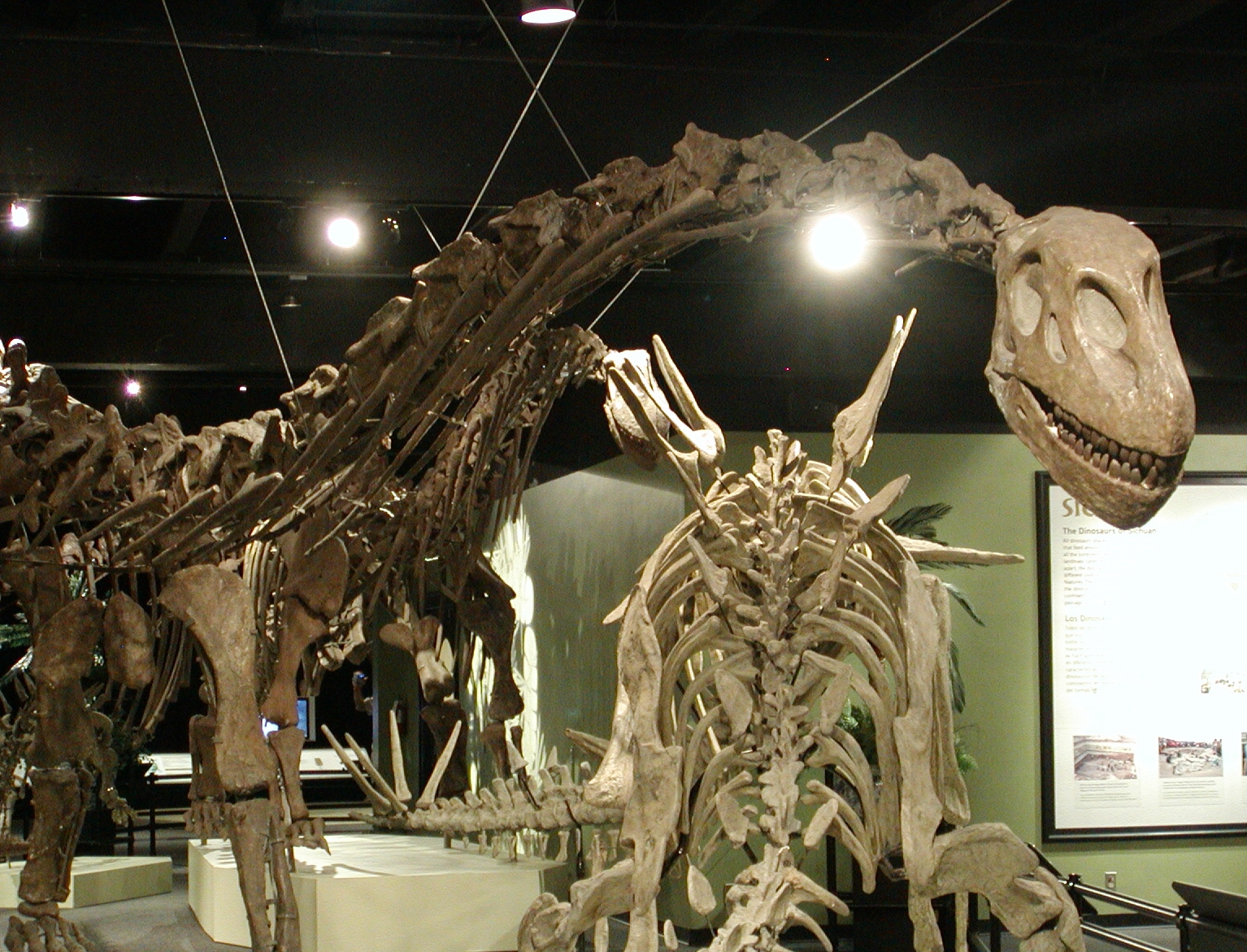
O. tianfuensis من متحف بكين في عرض في متحف ميامي للعلوم

الأوميصورس (Omeisaurus) هو جنس من ديناصورات الصوروبودا عاش في عصر الجوراسي الأوسط (الباثوني-الكالوفي) فيما هو الآن الصين، الاسم جاء من جبل أومي حيث تم اكشافه في إقليم سيشوان
مثل الصوروبودات الأخرى الأوميصورس كان آكلًا للنباتات وحجمه كبير، كان طوله يتراوح بين 10 و 15. 2 متر وارتفاعه 4 أمتار ووزنه 40 طن.